# Гензель и Гретель (фильм, 2002)
«Гензель и Гретель» (англ. Hansel and Gretel) — американский фэнтезийный комедийный фильм, снятый режиссёром Гэри Дж. Танниклиффом по мотивам сказки братьев Гримм «Гензель и Гретель».

## Сюжет
Брат и сестра Эндрю и Кэти не могут заснуть в темноте. Отец читает детям сказку братьев Гримм «Гензель и Гретель» про то, как злая мачеха выгоняет детей из дома, после чего брат и сестра Гензель и Гретель попадают в дом к ведьме. После того как дети услышали сказку и попереживали за главных героев, они засыпают в своих постелях.

## В ролях
- Джейкоб Смит — Гензель
- Тейлор Момсен — Гретель
- Дельта Берк — мачеха Гензеля и Гретель
- Хоуи Мэндел — песочный человек
- Алана Остин — лесная фея
- Джеральд Макрейни — отец Гензеля и Гретель
- Линн Редгрейв — женщина / ведьма
- Томас Кертис — Эндрю
- Дакота Фэннинг — Кэти
- Дэниел Робук — папа Эндрю и Кэти
- Синбад — ворон (озвучивание)
- Бобкэт Голдтуэйт — тролль (озвучивание)
- Том Арнольд — бугимен (озвучивание)

## Съёмочная группа
- Режиссёр: Гэри Дж. Танниклифф
- Продюсеры: Стив Остин, Джонатан Богнер
- Сценаристы: Джонатан Богнер, Тимоти Долан, Гэри Дж. Танниклифф
- Оператор: Брайан Боф
- Композиторы: Расти Эндрюс, Роберт Мазерсбо

## Восприятие
Критика в целом негативно оценила фильм Танниклиффа. На сайте-агрегаторе рецензий Rotten Tomatoes фильм имеет 0 % положительных отзывов. Роберт Келер из Variety посчитал «Гензель и Гретель» «неудачной попыткой возродить водевиль», отметил неудачный юмор и зачастую фальшивые интонации актёрской игры, а также раскритиковал декорации: «Примечательно, что дизайн, эффекты и элементы грима не соответствуют визуальным возможностям мрачной лесной атмосферы братьев Гримм. Дориан Вернакьо и Дебора Рэймонд, потрясающая команда театральных дизайнеров из Лос-Анджелеса, создают мир, который отлично смотрелся бы на сцене, но на экране кажется пластиковым и фальшивым».